# Real Remixes/Reversiones
#Real<Remixes/Reversiones es un álbum de Superchería lanzado en enero de 2015 en línea y con descarga gratuita desde su sitio web. El disco es un compilado de remixes, el primer álbum de este tipo que ha lanzado el grupo. Incluye versiones remixadas de la canción «Real», último corte de su disco La naturaleza de las cosas de 2013.
La masterización estuvo a cargo de Damián Poliak y el arte de tapa fue creado por Francisco Iurcovich, interviniendo la portada original de La naturaleza de las cosas, creada por Virginia Verstraeten. 

#Real<Remixes/Reversiones cuenta con 10 remixes realizados por varios artistas y orientados a diversos estilos, como el Dub, House, Ambient, Industrial, entre otros. 

## Lista de remixes
Todas las canciones fueron escritas por Superchería.

| N.º | Título                                 | Duración |  |
| 1.  | «Real / José Ocampo»                   | 3:38     |  |
| 2.  | «Real / Nicolás Salvador»              | 3:16     |  |
| 3.  | «Real / Odín Schwartz»                 | 3:23     |  |
| 4.  | «Real / Diego Acosta»                  | 3:21     |  |
| 5.  | «Real / SomosAnimales»                 | 3:33     |  |
| 6.  | «Real / Abril Sosa»                    | 3:21     |  |
| 7.  | «Real / Gastón Sassone»                | 3:42     |  |
| 8.  | «Real / Damasco»                       | 3:25     |  |
| 9.  | «Real / Sebastián Souza»               | 3:50     |  |
| 10. | «Real / Pablo Vita y Francisco Cafici» | 3:34     |  |

## Músicos
- Pira Bastourre - Voz, guitarra
- Joaquín Álvarez - Guitarra, voz
- Tino Tuffano - Bajo, voz
- Jerry Ferela - Batería